# USS Jefferson City (SSN-759)
Lo USS Jefferson City (hull classification symbol SSN-759) è un sottomarino nucleare di classe Los Angeles, prima nave della Marina degli Stati Uniti a prendere il nome dalla città di Jefferson City, Missouri. 
Il contratto di costruzione venne assegnato alla Newport News Shipbuilding and Dry Dock Company di Newport News (Virginia), il 26 novembre 1984 e venne completato il 21 settembre 1987. Il varo avvenne il 17 agosto 1990 sotto il patrocinio della signora Susan A. Skelton.

## Storia
Il Jefferson City entrò in servizio il 29 febbraio 1992 con il comandante Russell Harris al comando.
Il sottomarino lanciò due Tomahawk Block III come parte di un attacco all'Iraq il 3 settembre 1996.
Il Jefferson City, nel 1998, completò due dispiegamenti con il USS Abraham Lincoln Battle Group, il primo dal 28 al 31 marzo e il secondo dal 2 al 7 aprile.
Il 1º maggio 2006 il sottomarino classe Los Angeles fece ritorno alla base navale di Point Loma dopo uno spiegamento di sei mesi nel Pacifico occidentale a sostegno degli obiettivi di sicurezza nazionale. Fece scalo a Guam, Singapore, Hawaii, Yokosuka e Sasebo.
Il 10 aprile 2010 il Jefferson City tornò a San Diego dopo un dispiegamento durato sei mesi nelle aree di responsabilità (AoR) della 5ª e 7ª flotta degli Stati Uniti. Il sottomarino percorse più di 40.000 miglia nautiche e fece scalo a Manama (Bahrein) e Singapore.
Il suo porto di partenza è la base navale di Guam.